# Gelbrost
Der Gelbrost oder Streifenrost (Puccinia striiformis) ist ein Vertreter der Rostpilze (Pucciniales) und ein auch in Mitteleuropa bedeutender Schadpilz an Getreidekulturen.

## Merkmale und Lebenszyklus
Zwischenwirte des Gelbrost sind verschiedene Arten von Berberitzen (Berberis chinensis, Berberis holstii, Berberis koreana und Berberis vulgaris, und auch Hynride). Die Überwinterung erfolgt entweder auf dem Zwischenwirt, als Uredospore oder als Myzel. Uredosporen sterben bei Frost ab, bei strengem Frost auch die Pilzmyzele. Allerdings können die Uredosporen durchaus wieder gleich den Hauptwirt befallen, trotz Ausbildung von Teliosporen, sodass der Zwischenwirt lange unbekannt war, und sogar vermutet wurde, dass es gar keinen Zwischenwirt gibt.

Die Uredosporen liegen in den Sporenlagern in einem dünnen Schleim. Dadurch werden jeweils Sporenpakete und nicht Einzelsporen durch Wind oder Regen verfrachtet. Die Keimung der Uredosporen erfolgt bei Anwesenheit von Wasser und Temperaturen über 0 °C. Die Keimhyphen dringen über die Spaltöffnungen in die Pflanzen ein. Entlang der Blattadern bildet der Pilz Laufhyphen aus. Entlang diesen entstehen zahlreiche Uredosporenlager, die in Reihen angeordnet sind, weshalb der Pilz auch Streifenrost genannt wird. 

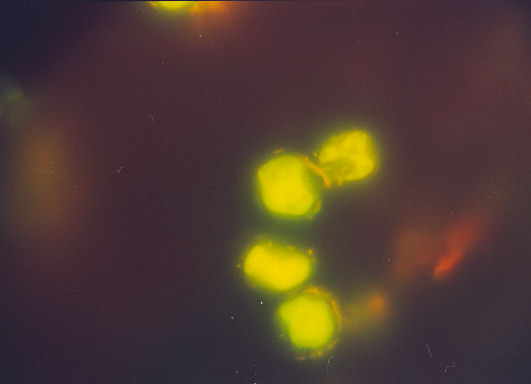
Uredosporen

Günstige Bedingungen für starke Infektionen sind Temperaturen zwischen 10 und 15 °C, hohe Luftfeuchtigkeit und Lichtintensität.

## Wirtspflanzen und Symptome
Der Gelbrost befällt vor allem Weizen, Triticale und Gerste. Dann folgt mit deutlichem Abstand Roggen. Gelbrost kann jedoch auch an etlichen anderen Grasarten auftreten.
An den Blattspreiten bilden sich anfangs unregelmäßig verteilte, leuchtend rote Rostpustel, die nach und nach zu Streifen zwischen den Blattadern werden. Bei sehr starkem Befall bilden die Pustel eine zusammenhängende Fläche. Dies löst bei den Pflanzen eine Notreife aus. Im Pflanzenbestand bildet der Gelbrost zunächst Nester, von denen er sich weiter ausbreitet. Vor der Abreife des Getreides bildet der Gelbrost an der Blattunterseite Teleutosporenlager, die lange von der Epidermis bedeckt bleiben. 

## Verbreitung
Der Gelbrost ist besonders im atlantischen Klima verbreitet und kommt in Europa dementsprechend vorwiegend in Nordwesteuropa vor, aber auch in höher gelegenen Anbaugebieten. Anfällige Sorten werden auch in trockeneren Gebieten befallen. 

## Bedeutung als Schadorganismus
Bei feuchter Witterung kann der Gelbrost zu Ertragseinbußen von 50 % führen. Wirtschaftlich bedeutend ist der Befall von Weizen. 

## Belege
- Gerhard Bedlan: Gelbrost des Getreides (Puccinia striiformis). AGES, abgerufen am 1. März 2020.
- Yue Jin, Les J. Szabo, Martin Carson: Century-old Mystery of Puccinia striiformis Life History Solved with the Identification of Berberis as an Alternate Host. In: Phytopathology. Bd. 100, 2010, ISSN 0031-949X, S. 432–435, doi:10.1094/PHYTO-100-5-0432.

## Weiterführende Literatur
- X. M. Chen: Epidemiology and control of stripe rust [Puccinia striiformis f. sp. tritici] on wheat. In: Canadian Journal of Plant Pathology. Bd. 27, 2005, ISSN 1715-2992, S. 314–337 (pdf; 730 kB)